# Coerenza (singolo)
Coerenza è un singolo di Umberto Tozzi del 1997, tratto dall'album Aria e cielo dello stesso anno.
Le musiche sono di Tozzi, autore anche dei testi insieme a Mogol. Per il singolo è stato girato anche un videoclip.